# Montoillot
Montoillot település Franciaországban, Côte-d’Or megyében. Lakosainak száma 94 fő (2022. január 1.). Montoillot Aubigny-lès-Sombernon, Commarin, Semarey, La Bussière-sur-Ouche és Échannay községekkel határos.

## Népesség
A település népességének változása:
| Lakosok száma | 68   | 45   | 59   | 69   | 74   | 77   | 80   | 88   | 91   | 94   |
|               | 1968 | 1982 | 1990 | 2006 | 2013 | 2015 | 2017 | 2019 | 2020 | 2022 |